# سیارک ۱۰۴۳۰
سیارک ۱۰۴۳۰ (به انگلیسی: 10430 Martschmidt، نامگذاری:4030P-L) ده هزار و چهارصد و سیمین سیارک کشف شده‌است که در ۲۴ سپتامبر ۱۹۶۰ کشف شد.
قدر مطلق سیارک برابر ۱۳٫۷۰ است.